# Rubacão
Rubacão apesar de semelhante e ser muito confundido com baião-de-dois, é um prato único onde a receita leva feijão-de-corda , feijão macassar ou feijão-verde, arroz vermelho, queijo coalho, queijo-manteiga, nata e carne que pode variar desde a da ave avoante, arribaçã, ou charque ou carne do sol, além de outras variações, como bacon, calabresa e paio. Para alguns esse prato se assemelha ao mejadra, de origem árabe que leva em sua composição lentilha, arroz e iogurte.
O rubacão também é conhecido como ribação, arribacão, ou arrubacão, que popularmente recebe este nome devido a carne de origem do prato, a carne deste pássaro – arribação ou arribaçã, conhecido como avoante – (Zenaida auriculata), de pequeno porte, mas que agora está em extinção, sendo a sua caça proibida pelo IBAMA.
É um prato típico do estado da Paraíba, mas bastante popular nos estados do Ceará, Pernambuco e Rio Grande do Norte.
- CARVALHO, Ana Judith - Cozinha Típica Brasileira - Sertaneja e Regional - Rio de Janeiro: Ediouro, 1998.
- NAVARRO, Fred. Assim falava Lampião. 2500 Palavras e expressões nordestinas. São Paulo: Estação Liberdade, 1998.
- SOUTO MAIOR, Mário. Alimentação e folclore. Rio de Janeiro: FUNARTE/Instituto Nacional do Folclore. 1988.
- SOUTO MAIOR, Mário. Comes e Bebes do Nordeste. Recife: Fundação Joaquim Nabuco/Editora Massangana, 2004.